# Jan Hołod
Jan Hołod pseud. Kirpiczny (ur. 21 lipca 1909 w Rusiłach w powiecie włodawskim, zm. 6 stycznia 1944 pod Ostrowem Lubelskim) – rolnik, działacz KPP, PPR, oficer Gwardii Ludowej (GL) i Armii Ludowej (AL).

## Życiorys
W 1915 ewakuowany wraz z rodziną w głąb Rosji, w listopadzie 1921 powrócił do Polski i zamieszkał w Mostach w pow. włodawskim. Po ukończeniu 5 klas szkoły powszechnej podjął pracę zarobkową w folwarku. W 1925 wstąpił do Związku Młodzieży Komunistycznej (ZMK, później przemianowanego na KZMP), a w 1927 do KPP, działał też w miejscowej organizacji kulturalno-oświatowej „Ridna Chata”, a po wystąpieniu z niej jesienią 1928 organizował w pow. włodawskim koła młodzieży przy Zjednoczeniu Lewicy Chłopskiej „Samopomoc” i kierował nimi, m.in. był skarbnikiem koła w Mostach. W wyborach do sejmu w kwietniu 1928 prowadził wśród chłopów agitację na rzecz listy Jedności Robotniczo-Chłopskiej; wchodził w skład Gminnego Komitetu Wyborczego w Opolu Lubelskim. Po osiedleniu się 1929 w odbudowanym gospodarstwie rodzinnym w Rusiłach założył tam komórkę KPP i został prezesem Koła ZLCh „Samopomoc”. Od 1931 odbywał służbę wojskową w 9 pułku artylerii lekkiej w Białej Podlaskiej. Założył w pułku komórkę KPP i kolportował druki komunistyczne w koszarach. W sierpniu 1932 komórka ta została zlikwidowana, a Hołod aresztowany. Wyrokiem WSO w Brześciu z 30 listopada 1932 skazany na 8 lat więzienia, wydalenie z wojska i pozbawienie praw publicznych. 21 kwietnia 1933 Najwyższy Sąd Wojskowy zmniejszył mu karę do 6 lat. Hołod odbywał wyrok, skrócony na mocy amnestii o 6 miesięcy, w Drohobyczu i Rawiczu. Wypuszczony na wolność 18 sierpnia 1938, powrócił do gospodarstwa w Rusiłach.
Po wkroczeniu Armii Czerwonej we wrześniu 1939 uczestniczył w powołaniu „czerwonej milicji” w Wisznicach pod Włodawą. W październiku wyjechał do Równego (wówczas pod władzą ZSRR), gdzie działał w związkach zawodowych (pracował w Okręgowym Komitecie Związków Zawodowych). W 1940 został dyrektorem cegielni. Po agresji III Rzeszy na ZSRR w 1941 i zajęciu Równego przez Niemców udał się do Kijowa. Wkrótce powrócił do Rusił i jesienią 1941 przystąpił do organizowania ruchu oporu. Po powstaniu PPR wstąpił w jej szeregi. Wiosną 1942 wraz ze zbiegłym z niemieckiej niewoli sowieckim lejtnantem Fiodorem Kowalowem „Albrechtem” utworzył jeden z pierwszych oddziałów partyzanckich, który działał w Lasach Parczewskich. Od połowy 1942 był to oddział GL im. A. Mickiewicza, w którym Hołod został zastępcą dowódcy do spraw politycznych. Wraz z oddziałem uczestniczył m.in. w bitwie w Lasach Parczewskich (6-8 grudnia 1942) oraz w zdobyciu Ostrowa Lubelskiego (17 grudnia 1942). W marcu 1943 założył kilka komórek PPR w gminach Opole, Krzywowierzba i Wołoskowola. Brał udział w akcjach przeciwko żandarmerii niemieckiej. Organizował pomoc dla prześladowanej ludności żydowskiej. 10 czerwca 1943 dowodził atakiem na posterunek policyjny i urząd gminny w Ludwinie w pow. lubartowskim. Na początku września 1943 został dowódcą 1 batalionu GL, utworzonego w oparciu o oddział im. A. Mickiewicza. Na czele grupy partyzanckiej udał się za Bug, gdzie nawiązał kontakt z partyzantką sowiecką. Przeprowadził szereg akcji bojowych (m.in. zlikwidował posterunek kolejowy pod Włodawą), 15 września 1943 stoczono walkę z żandarmerią niemiecką pod Zahajkami oraz w Kaplonosach. Pod jego dowództwem oddział zniszczył szereg transportów kolejowych, m.in. na linii Chełm–Włodawa wysadził most kolejowy z przejeżdżającym pociągiem pełnym niemieckich żołnierzy. W październiku 1943, zaskoczony przez Niemców w domu we wsi Kodeniec, przebił się wraz z grupą partyzantów z okrążenia. W walkach był kilkakrotnie ranny. Jesienią 1943 wszedł w skład Komitetu Obwodu II PPR i Sztabu Obwodu Lubelskiego GL. 20 listopada 1943 mianowano go kapitanem i członkiem Sztabu Obwodu Lubelskiego GL. Zginął w walce z żandarmerią niemiecką. Jego imieniem nazwano batalion GL–AL przez niego dowodzony. Pośmiertnie awansowany do stopnia majora (wg Edwarda Gronczewskiego Hołoda awansowano na podpułkownika)

## Odznaczenia
- Order Krzyża Grunwaldu III klasy – pośmiertnie 12 czerwca 1946[3]

## Awanse
- porucznik – zweryfikowany (wcześniej oficer GL) po wprowadzeniu stopni wojskowych w połowie 1943[4]
- kapitan – 20 listopada 1943[5]
- major[1] lub podpułkownik[5] – pośmiertnie